# Phaeoramularia punctiformis
Phaeoramularia punctiformis är en svampart som först beskrevs av Diederich Franz Leonhard von Schlechtendal, och fick sitt nu gällande namn av U. Braun 1992. Phaeoramularia punctiformis ingår i släktet Phaeoramularia och familjen Mycosphaerellaceae.   Inga underarter finns listade i Catalogue of Life.